# Calodrypta exarmata
Calodrypta exarmata är en skalbaggsart som beskrevs av Pierre Lesne 1906. Calodrypta exarmata ingår i släktet Calodrypta och familjen kapuschongbaggar. Inga underarter finns listade i Catalogue of Life.